# Haus im Garten
Das Haus im Garten liegt im Stadtteil Niederlößnitz der sächsischen Stadt Radebeul, in der Paradiesstraße 58. Es liegt im Denkmalschutzgebiet Historische Weinberglandschaft Radebeul.

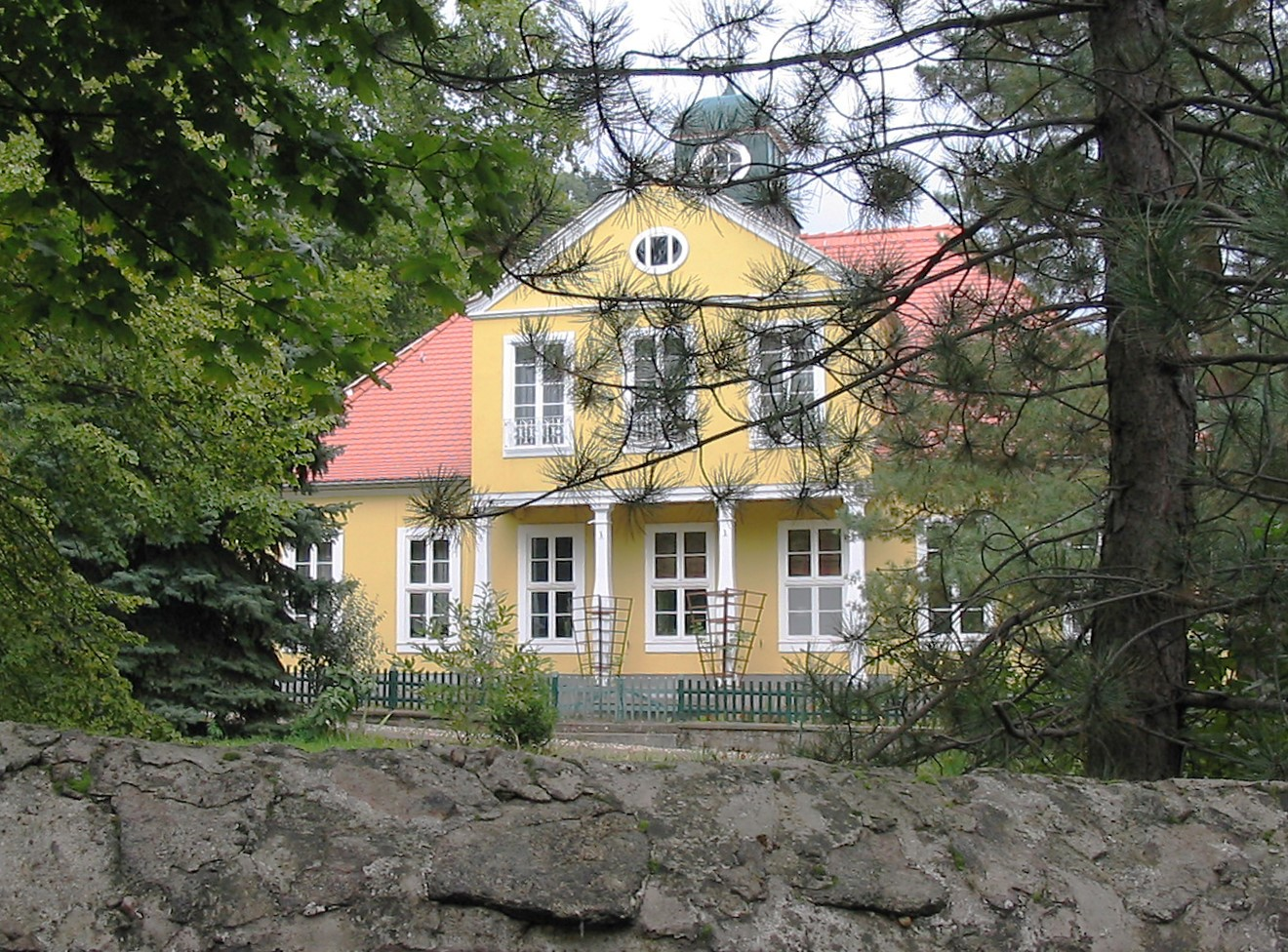
Haus im Garten, Hauptansicht von Westen

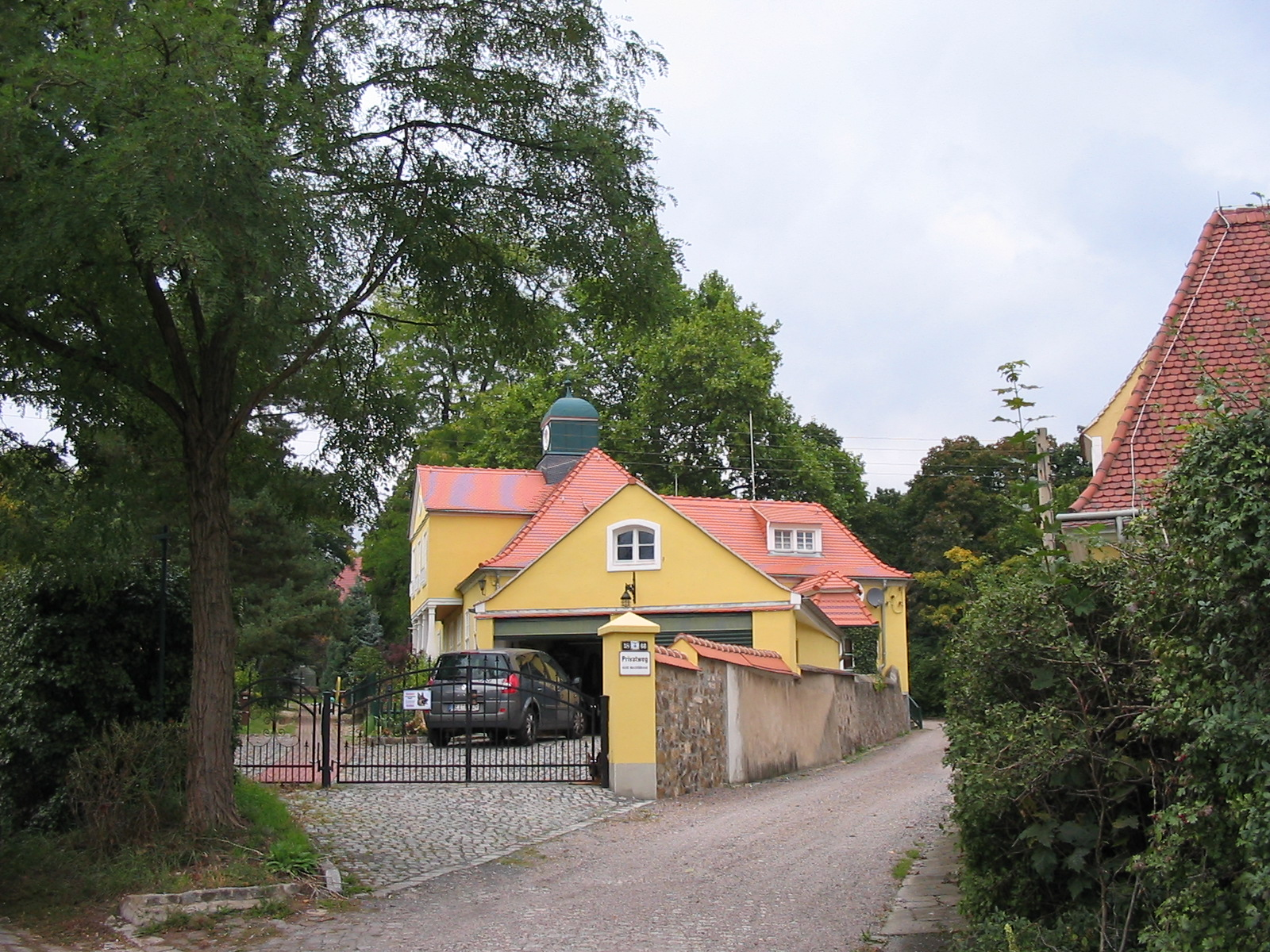
Haus im Garten, Nebenansicht von Süden, rechts das Haus im Eck

## Beschreibung
Das denkmalgeschützte Haus im Garten, ein wie ein Schlösschen gestaltetes Landhaus, das 1906 auf dem Anwesen des Grundhofs errichtet wurde, ist eingeschossig und besteht aus einem Hauptbaukörper mit zwei Flügeln. Das verputzte Gebäude im Heimatschutzstil hat ein ziegelgedecktes Walmdach mit einem kubischen Dachreiter mit vierseitiger Kuppel und Spitze. Der Unterbau des Dachreiters ist verschiefert, der obere Teil mit Metall verkleidet. Die innere Belichtung erfolgt durch vorn und hinten eingesetzte liegend ovale Fenster.
In der Mitte der Hauptansicht nach Westen befindet sich ein Zwerchhaus mit Dreiecksgiebel, das auf bauchigen Holzpfeilern steht.
Die beiden Flügelbauten haben eine niedrigere Firstlinie sowie Schleppgauben nach außen. An der Rückseite des Hauptbaus befindet sich ein schmaler Giebelausbau über dem Eingang. Vor dem kleinen Innenhof steht eine geschwungene Mauer mit doppelläufiger Treppe, Dachvorbau und Pforte.
Die aufwendige Grundstückseinfassung durch eine Mauer mit Ziegelabdeckung, Torpfeilern und Holztoren gilt als denkmalpflegerische Nebenanlage.

## Geschichte

Blick von Norden auf das Haus im Garten (um 1910), links daneben das noch freie Eck. Unten das Winzerhaus im Malerwinkel neben dem Gleis der Lößnitzgrundbahn, oben rechts das Louisenstift.

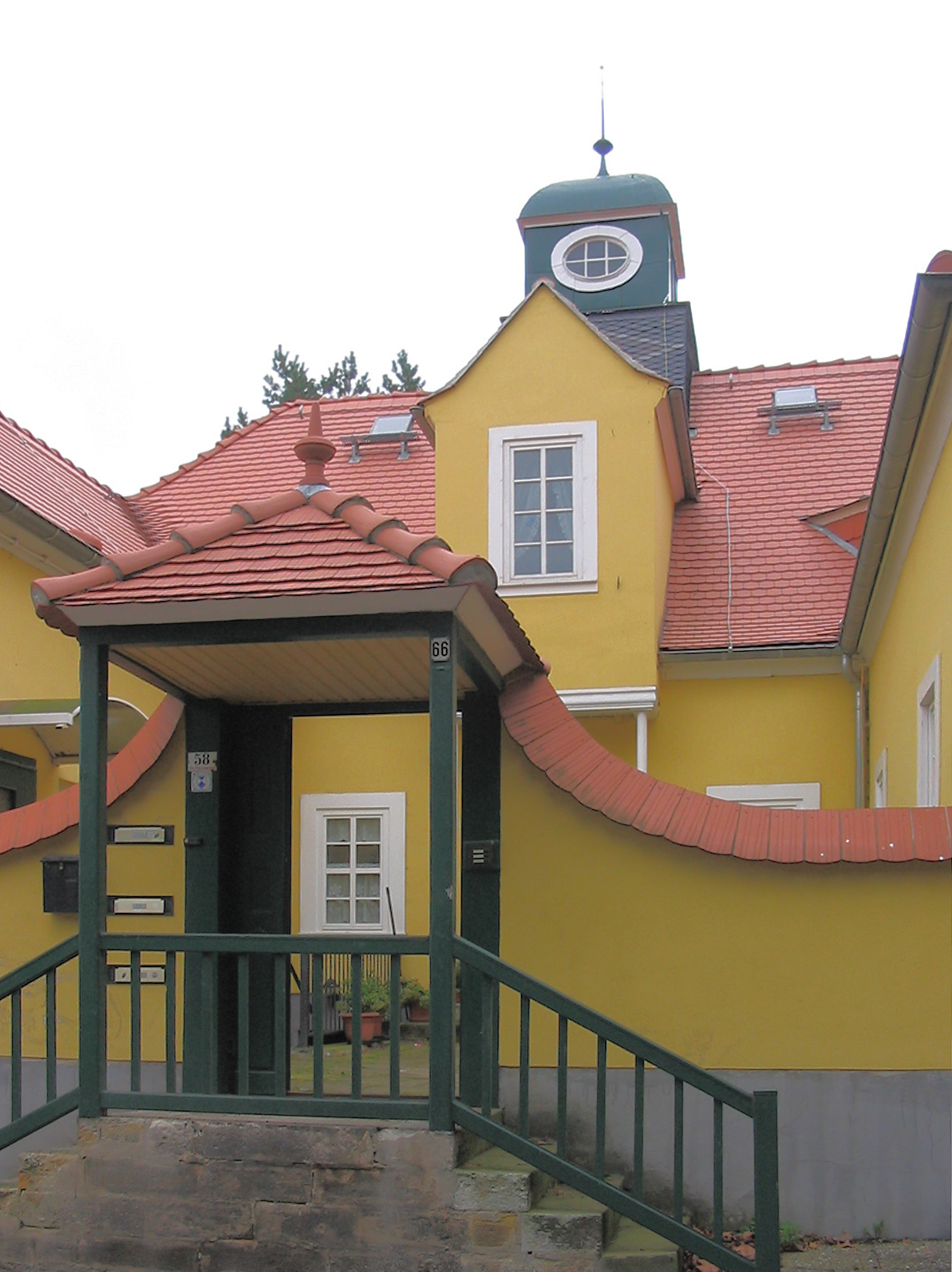
Grundstückseinfassung mit Ziegelabdeckung und überdachtem Holztor, Blick auf den Dachreiter

Reichsgerichtsrat a. D. Otto Suppes erwarb 1906 das Anwesen, das er in der Folgezeit in Grundhof umbenannte, da es am Rand des Lößnitzgrunds liegt. Er beauftragte seinen Sohn Adolph Suppes (1880–1918) und dessen Freund Otto Rometsch (1879–1938), beide Architekten, mit der Wiederherstellung des historischen Weingutanwesens. Diese Gelegenheit nutzten die beiden, dort in Niederlößnitz ein gemeinsames Architekturbüro aufzubauen. Suppes und Rometsch bauten für Suppes’ Vater auf dem Anwesen (Paradiesstraße 58) ein neues, dreiflügeliges Landhaus in Form eines Schlösschens im Heimatschutzstil, das Haus im Garten. Die baugenehmigung erging im August 1906; in der Folge errichtete das Bauunternehmen von Ernst Claus das Haus. Die Genehmigung zur Ingebrauchnahme erfolgte im März 1907.
Bereits 1911 vergrößerten Rometsch und Adolph Suppes das Zwerchhaus mit Holzsäulen, zudem veränderten sie den Giebelaufbau im Hof und ließen den Dachreiter auf den Hauptfirst aufsetzen.
1996 veräußerte eine Nachfahrin Suppes’ ihren Besitz an die heutigen Grundhof-Eigentümer.
Bereits zu DDR-Zeiten, spätestens ab 1973, stand das Haus im Garten als Bestandteil des Denkmalensembles Grundhof (Paradiesstraße 56–68) unter Denkmalschutz. Nach 2012 bekam das Haus im Garten bei der sächsischen Denkmalpflege unter seiner Adresse einen eigenen Denkmaleintrag. Das Nebengebäude zur Villa hatte bis 2012 ebenfalls eine eigene Denkmaleintragung.
Zur älteren Geschichte des Grundhofs siehe Grundhof (Radebeul) #Geschichte.